# Blaze Bayley
Bayley Alexander Cook (Birmingham, 29. svibnja 1963.), poznatiji pod umjetničkim imenom Blaze Bayley, pjevač je heavy metal sastava Blaze Bayley i bivši pjevač sastava Iron Maiden.

## Životopis
Bayley je započeo svoju karijeru u rock sastavu Wolfsbane. Kad je Bruce Dickinson napustio Iron Maiden 1993. godine, Bayley je izabran kao zamjena 1994. Snimio je dva albuma s Maidenima:  The X Factor, objavljen 1995. i Virtual XI iz 1998.
U veljači 1999. Bayley napušta Iron Maiden i osniva svoj sastav pod imenom BLAZE u kojemu nastupaju i gitaristi Steve Wray i John Slater, basist Rob Naylor i bubnjar Jeff Singer. Sastav objavljuje prvi album Silicon Messiah 2000.  U istom sastavu snimaju i drugi studijski album Tenth Dimension 2002. te live album As Live as It Gets 2003. Prije snimanja trećeg albuma Blood & Belief 2003. sastav napuštaju basist Rob Naylor i bubnjar Jeff Singer. Kroz sljedećih nekoliko godina dolazi do više izmjena u sastavu te konačno početkom 2007. Bayley raspušta sastav BLAZE i osniva novi sastav pod svojim imenom.
Blazeu se u sastavu pridružuju gitarist Nicolas Bermudez, basist Dave Bermudez, gitarist Rich Newport te bubnjar Rico Banderra. U ovom sastavu snimaju koncertni DVD Alive in Poland koji izlazi kasnije te godine. Ubrzo nakon snimanja DVD-a, sastav napuštaju Rich Newport i Rico Banderra i zamjenjuju ih Jay Walsh na gitari i Lawrence Paterson na bubnjevima. U ovom sastavu snimaju albume The Man Who Would Not Die 2008. i Promise and Terror 2010. te još jedan koncertni DVD The Night That Will Not Die 2009.
U svibnju 2010. sastav napušta bubnjar Lawrence Paterson te kao zamjena dolazi Claudio Tirincanti. U ovom razdoblju ponovno se okuplja i Blazeov prvi sastav Wolfsbane s kojim nastupa i snima novi album. Nakon višemjesečne turneje sa svojim sastavom, Bayley ga raspušta krajem ožujka 2011. zbog zdravstvenih i financijskih razloga. Istovremeno najavljuje da će u budućnosti djelovati kao samostalni izvođač. Krajem 2011. najavljuje svoj novi album The King of Metal koji izlazi u ožujku 2012. Na albumu još sviraju i Claudio Tirincanti, basist Lehmann te gitaristi Andrea Neri i Thomas Zwijsen. U istom sastavu idu i na turneju na kojoj održavaju preko 60 koncerata.
Kako bi financirao svoj sastav, Blaze radi i kao prodavač dodatne opreme za automobile. 
Dana 14. veljače 2007. Bayley je oženio dugogodišnju djevojku Debbie.

## Diskografija
Samostalni studijski albumi
- The Man Who Would Not Die (2008.)
- Promise and Terror (2010.)
- The King of Metal (2012.)
- Infinite Entanglement (2016.)
- Endure and Survive - Infinite Entanglement Part II (2017.)
- The Redemption of William Black - Infinite Entanglement Part III (2018.)

Studijski albumi s Blazeom
- Silicon Messiah (2000.)
- Tenth Dimension (2002.)
- Blood & Belief (2004.)

Studijski albumi s Iron Maidenom
- The X Factor (1995.)
- Virtual XI (1998.)